# خودووا پلانا
خودووا پلانا (به چکی: Chodová Planá) یک منطقهٔ مسکونی در جمهوری چک است که در ناحیه تاخوو واقع شده‌است.